# System 3
System 3 est une société britannique de développement et d'édition de jeu vidéo fondée en 1982 par Mark Cale, à l'origine basée à Harrow.
Dans les années 1980, System 3 se développe avec succès sur le marché des ordinateurs personnels 8-bit, comme le Commodore 64 et le ZX Spectrum, avec les séries International Karate et The Last Ninja. Son catalogue comprend aussi les hits Myth et Putty. Dans les années 2000, la société exploite la marque Play It, utilisée pour l'édition de jeux budget, et acquiert les actifs de la société américaine Epyx. System 3 s'est un temps fait connaître sous le nom Studio 3.

## Productions
1983
- Juice!

1984
- Death Star Interceptor

1986
- International Karate (Archer MacLean)
- Twister, Mother of Charlotte (Sensible Software)

1987
- Bangkok Knights
- International Karate + (Archer MacLean)
- Last Ninja, The

1988

Logo utilisé dans les années 1980 et 1990

- Last Ninja 2: Back with a Vengeance

1989
- Dominator
- Myth: History in the Making
- Tusker

1990
- Flimbo's Quest (Boy Without Brains)
- Last Ninja Remix
- Vendetta

1991
- Fuzzball
- Last Ninja 3
- Turbo Charge

1992
- Putty

1994
- Putty Squad

1997
- Constructor

1999
- Crisisbeat
- International Karate 2000
- Silent Bomber (CyberConnect2)
- Street Wars: Constructor Underworld

2000
- Toshinden 4 (Takara)

2006
- Gottlieb Pinball Classics (FarSight Studios)
- Super Fruit Fall (Nissimo)

2007
- Ferrari Challenge: Trofeo Pirelli (Eutechnyx)
- Impossible Mission
- MX World Tour (Left Field)
- Power Play Pool
- Stock Car Speedway (Ratbag)
- Tennis Masters

2009
- SuperCar Challenge (Eutechnyx)
- Williams Pinball Classics (FarSight Studios)